# 正野玄三
正野 玄三（しょうの げんぞう、1659年（万治2年） - 1733年（享保18年））は、江戸時代中期の近江日野商人（近江商人）。日野売薬の先駆け。日野薬品工業の遠祖。

## 生涯

### 正野家
正野家の祖は代々製茶業を営み、禁裏へお茶の献上を行い1534年（天文3年）に正六位下の官位を得た玄友を初代とし、三代友斎まで献茶を行っていたが、四代宗悦は大阪で眼医を生業とした。父源左衛門は正野家第六代家主である。なお、別の資料においては正野家は代々農業を営むと記されている。

### 経歴
正野玄三は、1659年（万治2年）父源七郎・母シノの三男として日野の村井に誕生し、幼名を萬四郎と称した。1676年（延宝4年）数え18歳の時に源七と改名し行商を始める。当初は次兄丸右衛門と共に行商を行い商いを学び、晴れて1684年（貞享元年）行商人としての独立が認められた。なお、別のす資料においては、農業の利益が薄いことから越後に赴き商売を習い、父の死去に行商を始めたと記されている。
行商を行った地域は信州・越後・江戸・桑名・京・大阪・堺に及び、京・大阪・堺で仕入れた木綿・古類（古着や中古の装飾品等）・衣料品を信州・越後で売り、信州・越後では縮・たばこ等を仕入れ上方で売り捌いていた。独立当初の手持ち資金は僅かに32両（1両40千円とした場合（以降同様に試算）現在価値で約1.3百万円）であったが、医療修行を行う前年1692年（元禄5年）には資産は530両（約21.2百万円）となっていた。この間、商売の元手の7割を母や兄弟より借り入れて商売の拡大をはかった。また、自身が兄から学んだように、自分も弟安兵衛と一時期共に行商を行い商いを弟に教えた。
1693年（元禄6年）突如、京の医師名古屋丹水の下で医療修業を始める。理由は不確かであるが、母シノの病を名古屋丹水が診て治療を行ったことに大層感銘し、また先祖に眼医者がいたことから医療に関心を元々持っていたことによると考えられている。医療修行中は、それ迄の売掛金回収や貸付利息収入があり、加えて元禄十年代には手代2名を雇い行商を行わせていたため十分家族を養い、医療製薬修行に励むことができた。
1698年（元禄11年）剃髪し僧籍に入り玄三と称した後、1701年（元禄14年）日野に戻り製薬卸業を始めた。行商を通じ諸国を見た結果、玄三は治療を受けることができず命を落とす人が多く、薬さえあれば沢山の人の命を救うことが出来ると考えたことによる。翌年日野の店に薬調剤を行う室を設け1703年（元禄16年）には製薬卸業も軌道に乗るに至った。薬種を堺で仕入れ、日野で調合し、合薬として手代等雇い人に行商を行わせた。また、他の行商人や各地の薬売への卸売りを行った。従前の商い品に比べ合薬は携行し易く行商向きであるとともに、通常の行商の利益率（1割～2割り）に比べ合薬は（3割～4割）収益性も高いことから、玄三の身代はこれ以降飛躍的に伸びていった。実際、大名貸しの焦げ付き等があったにも係わらず、製薬卸業に転換して25年目の1725年（享保10年）には82百両超（約3.3億円）の資産を持つまでに伸張した。
1705年（宝永2年）法橋に任じられた後、法橋の地位を得たあと自らを律すべく全十二条の家訓を定めた。特記すべきは相場取引の禁止と大名貸しへの注意である。この内大名貸しは、元禄時代の物価上昇から巨利に目が眩み多くの商人が多額の貸付を大名に対し行ったが、元禄終焉と共に大名の返済が困難となり、結果多くの商人が商売廃業迄に至っていた。このことから玄三は大名貸しは身代の二割以内と定めた。実際正野家においても玄三生存中に近隣領主である仁正寺藩市橋家からの申し出を断り切れず貸し出しを行った結果、1709年（宝永6年）には市橋家では返済困難に陥り多額の損失が生じた。商売の発展と共に家訓・規則は雇用人の規則や店運営上の規則、分家と本家間の規則など複雑かつきめ細かな内容へ変化していった。
1732年（享保17年）、資産を長男名古屋伯由と次男猪之五郎に譲渡した。伯由には京都の屋敷に貸家等の不動産13ヶ所に資金22百余両、猪之五郎には日野の本宅・店と商売上の資産に資金20百余量を与え、これとは別に貸付金等の資産47百余量の運用を二人に任せた。不動産を除き90百両（約3.6億円）近くの資金を玄三はこの時点で有していた。玄三は資産譲渡を行った翌年死去した。
玄三の後、正野家では幕末までに二人の法橋を出した。また、明治維新後の西洋医学全盛において日野の売薬業は不振に陥り、当時の正野家家主第八代玄三が中心となり日野の中小売薬事業者救済のため江州日野製剤株式会社（現日野薬品工業）を設立し、同社初代社長に就任し日野の売薬を守り抜いた。

### 年譜
1659年（万治2年）、誕生。幼名、萬四郎と称す。
1676年（延宝4年）、源七に改名し行商に出る。
1684年（貞享元年）、行商人として独立する。
1689年（元禄2年）、町田助左衛門の娘ヨツを妻に迎える。
1692年（元禄5年）、長女キヨ誕生する。
1693年（元禄6年）、京の医師名古屋丹水の下で医療修業を行う。
1698年（元禄11年）、剃髪し僧籍に入り玄三と称す。
1701年（元禄14年）、この頃日野に戻り製薬卸業を始める。
1702年（元禄15年）、日野の店の中に薬室を設ける。
1705年（宝永2年）、法橋に任じられる。
1709年（宝永6年）、仁正寺藩市橋家宛貸付金が焦げ付く。
1732年（享保17年）、資産を長男名古屋伯由と次男猪之五郎に譲渡する。
1733年（享保18年）、死去する。

## 萬病感応丸

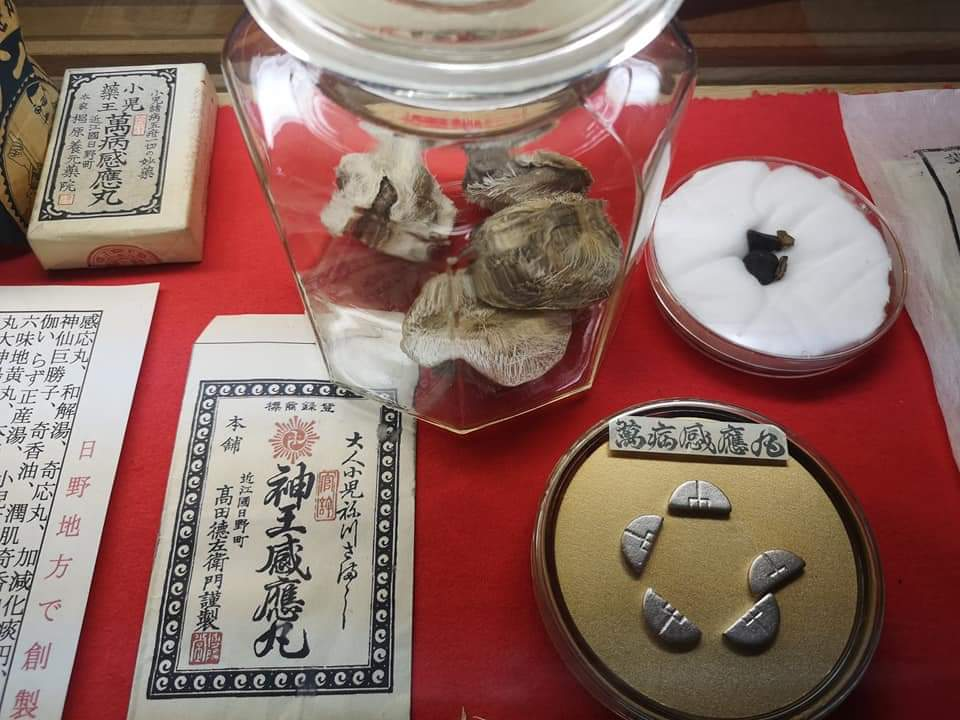
萬病感応丸

萬病感応丸は正野家で代々扱われてきた合薬で、初代玄三の頃は「神農感応丸」と名づけられていたが万病に効くことから、万病の二字が商品名に付くようになった。効能としては「熱病・感冒・吐瀉・魚鳥食中毒・心臓病・腹痛・胃腸病・眩暈・昏倒・流行病・下痢・産の前後」と謳われている。現在も「正野萬病感応丸」として販売されている。

## 家族
父 正野源左衛門
母 シノ（妙正）
兄 井田助右衛門（井田家へ養子）
兄 正野丸右衛門
弟 正野安兵衛
妻 ヨツ（町田助左衛門の娘）
長女 キヨ
長男 名古屋伯由（玄三の師である名古屋丹水の養子となり、名古屋家を継ぐ）
次男 正野猪之五郎

## 正野玄三に関連する文献
- 上村雅洋「近代における近江商人正野玄三家の雇用形態」『紀要論文.経済理論』第332巻、和歌山大学、2006年7月、149-169頁、CRID 1390853649797591936、doi:10.19002/an00071425.332.149、ISSN 0451-6222。
- 滋賀県百科事典刊行会 編『滋賀県百科事典』大和書房、1984年。
- 正野玄三『正野法橋玄三製剤誌』1906年。
- 本村希代「近代における近江日野売薬の展開と近江商人正野玄三家」『福岡大学商学論叢』第53巻第2号、福岡大学研究推進部、2008年9月、189-215頁、CRID 1050001202543310720、ISSN 0285-2780。